# Abfallfluss-Verfolgungs- und Produkt-Kontrollsystem
Das Abfallfluss-Verfolgungs- und Produktkontroll-System (AVK) ist ein in Deutschland verwendetes softwaregestütztes System, das der Verfolgung radioaktiver Abfälle von der Entstehung, über deren Behandlung bis zur Verbringung in ein Zwischen-/Endlager dient. Darüber hinaus unterstützt es die Wahrnehmung betrieblicher und genehmigungsrechtlicher Aufgaben der deutschen Kernkraftwerksbetreiber, Konditionierer und Zwischenlager.    

## Aufgabe
Auf den verschiedenen Stationen eines Abfalls, von seiner Entstehung über die Behandlung, Konditionierung, den Transport, die Zwischenlagerung und die Ablieferung an ein Endlager sind eine Vielzahl von Daten und Angaben zu erfassen, zu dokumentieren und aktuell zu halten, um die Kontrolle über Herkunft, sicherheitstechnische Beschaffenheit und Verbleib des Abfalls zu ermöglichen. Welche Daten im Zusammenhang mit der Abfallflusskontrolle zu erfassen, zu dokumentieren und aktuell zu halten sind, ist in Richtlinie zur Kontrolle radioaktiver Reststoffe und Abfälle des Bundesministeriums für Umwelt, Naturschutz und Reaktorsicherheit aus dem Jahr 2008 und der Strahlenschutzverordnung aus dem Jahr 2001 spezifiziert. Ergänzende Anforderungen liefern für den Transport die einschlägigen Gefahrgutvorschriften und für die Ablieferung an ein Endlager die Endlagerungsbedingungen. Darüber hinaus können aus Genehmigungen für die Zwischenlager oder die Konditionierungsstätten zusätzliche Anforderungen resultieren. Unabhängige Sachverständige haben im Behördenauftrag die Erfüllung der einschlägigen gesetzlichen Anforderungen durch AVK untersucht und bestätigt. 

## Umsetzung
Um diesen Anforderungen gerecht zu werden, setzen die deutschen Kernkraftwerksbetreiber im Verbund mit den Konditionierungsstätten und den externen Zwischenlagern seit Mitte 1991 das Abfallfluss-Verfolgungs- und Produkt-Kontrollsystem AVK in einem Datenverbund, dem so genannten AVK-Verbund, ein.
Im AVK der deutschen Energieversorgungsunternehmen werden radioaktive Abfälle und Reststoffe aus Betrieb und Stilllegung der Kernkraftwerke erfasst und hinsichtlich Herkunft, Zustand, Behandlung, Verpackung, Ortsveränderung, Zwischenlagerung und Verbleib bis zur Abgabe an ein Endlager oder zur Entlassung aus der Strahlenschutzüberwachung lückenlos dokumentiert. Erfasst werden im AVK u. a. 
- die den Abfall und die Verpackung charakterisierenden Daten,
- das vorgesehene bzw. durchgeführte Behandlungsverfahren,
- Angaben zur Verarbeitung-, Lager- und Transporthistorie,
- die radiologischen Daten des Gebindes und das radioaktive Inventar,
- alle produktrelevanten Daten, die im Zusammenhang mit der Zwischen- und Endlagerung nachzuweisen sind und
- Referenzdaten zur kaufmännischen bzw. organisatorischen Abwicklung von Entsorgungskampagnen.

## Abfallfluss-Verfolgung
Eine in die AVK-Datenbank aufgenommene Abfall-/Reststoffeinheit erhält automatisch vom System eine eindeutige Identifikationsnummer, die so genannte AVKID. Nach einer Behandlung bzw. Konditionierung wird die nachfolgende Abfall-/Reststoffeinheit erfasst und bei jedem Ortswechsel bzw. Transport erfolgt eine Aktualisierung der Bewegungshistorie. Durch die Verknüpfung der Datensätze vom Abfall-/Reststoffeinheit bei der Entstehung mit den Datensätzen nachfolgender Abfall-/Reststoffeinheiten über deren AVKID ist die Rückverfolgung gewährleistet.

## Produkt-Kontrolle
Das AVK bietet über die reine Abfallflusskontrolle hinaus umfassende Unterstützung bei der Wahrnehmung betrieblicher und genehmigungsrechtlicher Aufgaben. Hierzu gehören insbesondere:
- Aktivitätsdeklaration von Radionukliden inkl. Zerfallsberechnungen,
- Prüfung der Abfallgebinde auf Einhaltung von Endlagerungsbedingungen
- Erstellung diverser Reports für die Dokumentation u. a. Transportmeldungen, Anlieferungsscheinen für Konditionierungsstätten, Zwischen- und Endlager
- Bestandsmeldungen an Behörden, interne Bestandsrecherchen und Analysen
- Unterstützung der kaufmännischen und organisatorischen Abwicklung von Entsorgungskampagnen.

## Organisation
Der AVK-Verbund hat eine straffe Organisation, eine zentrale Systempflege und Anwenderunterstützung sowie eine Zentralstelle, die mit eigener Software die Funktion einer übergeordneten Datenkontrolle, Archivierung und Auswertung im Sinne einer Eigenüberwachung wahrnimmt. Organisatorische Regelungen in den Anlagen und im AVK-Verbund sowie Maßnahmen zur Datensicherheit im DV-Programm selbst und bei der Zentralstelle gewährleisten einen hohen Qualitätsstandard der dokumentierten Daten.